# Ringprobe
Als Ringprobe bezeichnet man eine chemische Reaktion zum qualitativen Nachweis von Nitrat-Ionen in wässrigen Lösungen. Dazu wird die Probelösung in einem Reagenzglas mit verdünnter Schwefelsäure angesäuert, mit einigen Tropfen Eisen(II)-sulfat-Lösung versetzt und anschließend vorsichtig mit konzentrierter Schwefelsäure unterschichtet. An der Schichtgrenze von Probelösung und Schwefelsäure findet eine Redoxreaktion statt: Nitrat-Ionen werden zu Stickstoffmonoxid reduziert und die Eisen(II)-Ionen (Fe2+) zu Eisen(III)-Ionen (Fe3+) oxidiert:
{\displaystyle \mathrm {3\,Fe^{2+}+NO_{3}^{-}+4\,H^{+}\rightarrow NO+3\,Fe^{3+}+2\,H_{2}O} }

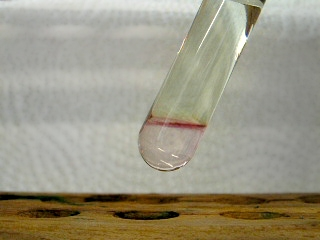
Ringprobe positiv

Im weiteren Reaktionsverlauf lagert sich Stickstoffmonoxid an überschüssige, mit Wasser komplexierte Eisen(II)-Ionen an. Der dabei gebildete Pentaaquanitrosyleisen(II)-Komplex führt zu einer rötlich-violetten bis braunen, ringförmigen Färbung entlang der Reagenzglaswand, die namensgebend für die Reaktion ist.
{\displaystyle \mathrm {[Fe(H_{2}O)_{6}]^{2+}+NO\rightarrow [Fe(H_{2}O)_{5}NO]^{2+}+H_{2}O} \!}
Im Komplex liegt das Stickstoffmonoxid nicht wie sonst als Radikal, sondern in Form des NO+-Iones vor. Da dies durch Übertragung eines Elektrons vom Stickstoffmonoxid zum Eisen gebildet wird, liegt das Eisen hier in der sonst bei Eisen sehr seltenen Oxidationsstufe +I vor.
(Anmerkung: Je nachdem, ob man das NO komplexchemisch als 1, 2 oder 3-Elektronen-Ligand betrachtet, hat das Eisen die Oxidationsstufe +III, +II oder +I. Es gibt neuere Untersuchungen, die besagen, dass das Eisen – entgegen der Lehrbuchmeinung – eher die Oxidationsstufe  +II oder +III hat).
Je nach Konzentration kann die Farbe auch bis auf ein fahles Violett verringert sein, daher ist eine Negativprobe zum Vergleich sehr hilfreich. Nitrit-Ionen stören diesen Nachweis, da sich die Lösung bereits bei der Zugabe der Eisen(II)-Lösung braun färbt. Durch Kochen mit Harnstoff werden anwesende Nitrit-Ionen beseitigt. Nitrit-Ionen können mit Lunges Reagenz qualitativ nachgewiesen werden. Es kann auch zu einem Konzentrationsniederschlag entlang der Schichtgrenze kommen. Dieser ist meist weiß und lässt subtil positive Ergebnisse nicht mehr erkennen. Die Anwesenheit von Iodid oder Bromid kann ein positives Ergebnis vortäuschen, da es an der Schichtgrenze zur Oxidation zu Iod bzw. Brom kommt.